# Timmermon
Timmermon är ett naturreservat i Nyköpings kommun i Södermanlands län.
Området är naturskyddat sedan 2004 och är 34 hektar stort. Reservatet består av grandominerad barrskog med mindre kärr.